# Scopula maculata
Scopula maculata là một loài bướm đêm trong họ Geometridae.